# Văn bản học
Văn bản học (tiếng Anh: textology) là một ngành của khoa học ngữ văn, chuyên nghiên cứu văn bản tác phẩm văn học, bao gồm các dạng văn bản khi còn là bản thảo, các dạng văn bản từ khi công bố, qua các lần được tái bản. Văn bản học huy động các bộ môn hỗ trợ như: thư mục học, sử học, thi pháp học, lịch sử, phong cách học,...
Nhiệm vụ chính của văn bản học là nghiên cứu lịch sử văn bản tác phẩm văn học, các nguồn gốc, niên đại, các đặc tính của nó,...
Nhiệm vụ thực tiễn của văn bản học là: xác định văn bản chuẩn (bản chính) của tác phẩm, chú dẫn và bình giải. Một công trình văn bản học mang tính khoa học cao phải có:
- Tính chính xác của văn bản: văn bản được xác lập trên cơ sở sự nghiên cứu sâu toàn bộ nguồn gốc và lịch sử diễn biến của nó;
- Tính đầy đủ của các phần văn bản: các bản của tác giả, các bản biên tập, các bản xuất bản và tái bản.
- Chất lượng khảo thích, bình giải, các tư liệu có tính chất thông tin về việc biên tập, lựa chọn văn bản, xác định thời điểm (niên đại) viết và in,...

Phương pháp chính của văn bản học là phân tích về mặt ngữ văn. Sự phân tích văn bản học đòi hỏi một quan điểm lịch sử trong nghiên cứu, đòi hỏi phải tìm ra liên hệ của văn bản tác phẩm với ngữ cảnh văn hóa – lịch sử. Sự tính đến tất cả những đổi thay của văn bản, các tác phẩm khác của cùng tác giả, tác phẩm của các tác giả khác cùng sáng tác trong những hoàn cảnh tương tự, tìm ra dấu vết ảnh hưởng của tác phẩm này đối với các tác phẩm khác,...
Đặc biệt trong nghiên cứu văn học, văn bản học có thể cùng các bộ môn khác góp phần xác định hoặc chính tác giả của văn bản, thời điểm (niên đại) viết tác phẩm, cùng các đặc tính và thuộc tính nội dung khác của một tác phẩm văn học.